# Robert Molle
Robert Molle (n. 23 septembrie 1962, Saskatoon, Saskatchewan, Canada) este un luptător ce a reprezentat Canada, medaliat olimpic. A participat la o ediție a Jocurilor Olimpice (1984) în care a câștigat o medalie de argint.

## Participări
Lista de mai jos prezintă principalele competiții la care a participat Robert Molle de-a lungul carierei.
- wrestling at the 1984 Summer Olympics – men's freestyle +100 kg[*]